# Martin Svatek
Martin Svatek (* 14. září 1973 Tábor) je český šéfkuchař, gastronom, autor kuchařky a porotce kuchařské soutěže Česko na grilu na televizi Prima. Je dlouholetým členem Národního týmu kuchařů a cukrářů AKC ČR. Je ženatý a má dvě dcery. Celý svůj profesní život obohacuje gastronomii v jihočeském Táboře. Momentálně je už dva roky šéfkuchařem restaurace Mace v centru tohoto historického města.